# Brørup
Brørup ist mit 4593 Einwohnern (1. Januar 2023) die zweitgrößte Stadt in der Vejen Kommune im zentralen Südteil des dänischen Festlandes. Brørup befindet sich (Luftlinie) etwa 7 km westlich von Vejen, 27 km westlich von Kolding und 34 km östlich von Esbjerg im Brørup Sogn. Die Stadt war bis 2006 Verwaltungszentrum der ehemaligen Brørup Kommune.

## Geschichte
Der Ort Brørup entstand mit dem Bau eines Bahnhofes 1874 südlich des Ortes Eskelund an der Strecke Lunderskov–Esbjerg und an der Straße zwischen Ribe und Vejle. Wie in den meisten dänischen Stationsbyer verfügte Brørup über eine Schule, ein Hotel mit Theatersaal, Banken und eine Sparkasse, eine Molkerei, ein Gemeindeamt, ein Altersheim und ein Postamt. 1908 wurden ein Krankenhaus und eine Polizeistation etabliert.
1921 hatte die Stadt über 1100 Einwohner und es wurde ab 1925 im Siedlungsgebietes die Johanniskirken errichtet. 1950 war die Stadt auf über 1800 Einwohner angewachsen. 1956 fand der Brørup Marked erstmals statt.
Es entstanden Industriegebiete und Neubaugebiete in der Stadt und die Einwohnerzahl stieg von etwa 2580 im Jahr 1970 auf über 4200 im Jahr 2000 an. 1980 wurde die Schlachterei SB Pork A/S in Brørup gegründet. Diese wurde 2005 von Tönnies übernommen.

## Namensherkunft
Seit 1325 ist der Name Bryddorp bekannt. Er leitet sich her aus den altnordischen Substantiven bryti (dt u. a. Gutsverwalter)  und torp (dt. u. a. Besiedelung). Der Name bedeutet in etwa: Der Hof des Gutsverwalters. Später, um etwa 1525, erscheint Bryddorp auch als Brodhrop und seit 1558 als Brørup.

## Sehenswürdigkeiten und Events
In der Stadt liegt die Johanneskirken, welche von 1925 bis 1926 gebaut wurde.
Ungefähr zwei Kilometer nordwestlich Brørups befindet sich die ursprünglich aus dem 13. Jahrhundert stammende Brørup Kirke.
Das Museet Sønderskov liegt etwa vier Kilometer südöstlich der Stadt. Es befindet sich in dem alten Herrenhaus Sønderskov Herregård. Es gibt unter anderem Ausstellungen zu den Wikingern, zur Geschichte des Herrenhauses an sich, wie auch zu Grabfunden und einem Runenstein aus der Gegend.
Der Brørup Marked findet seit 1956 statt und ist eine Haustierauktion und ein Kramermarkt, der bis auf wenige Ausnahmen jeden Freitag stattfindet.

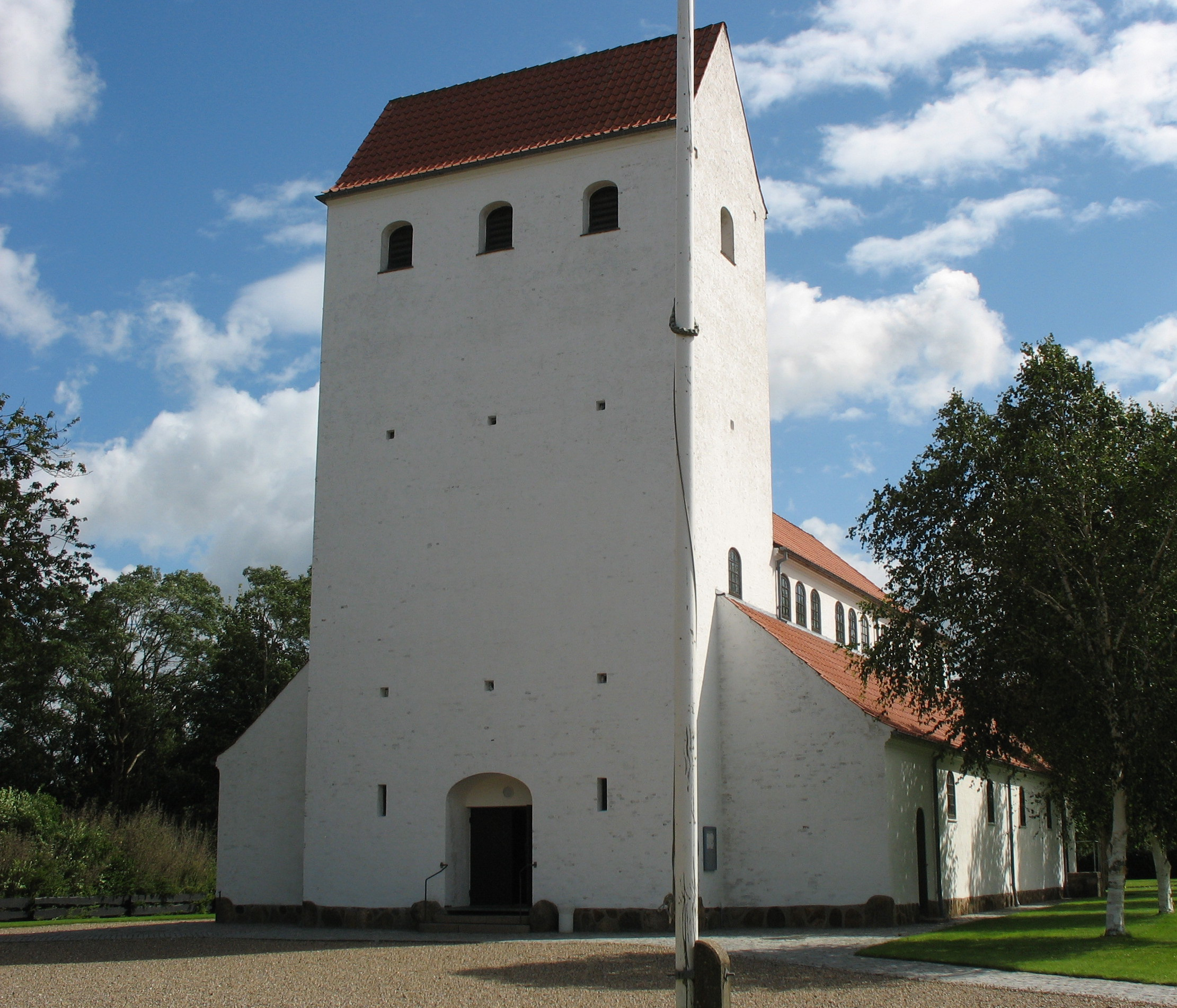
Johanneskirken
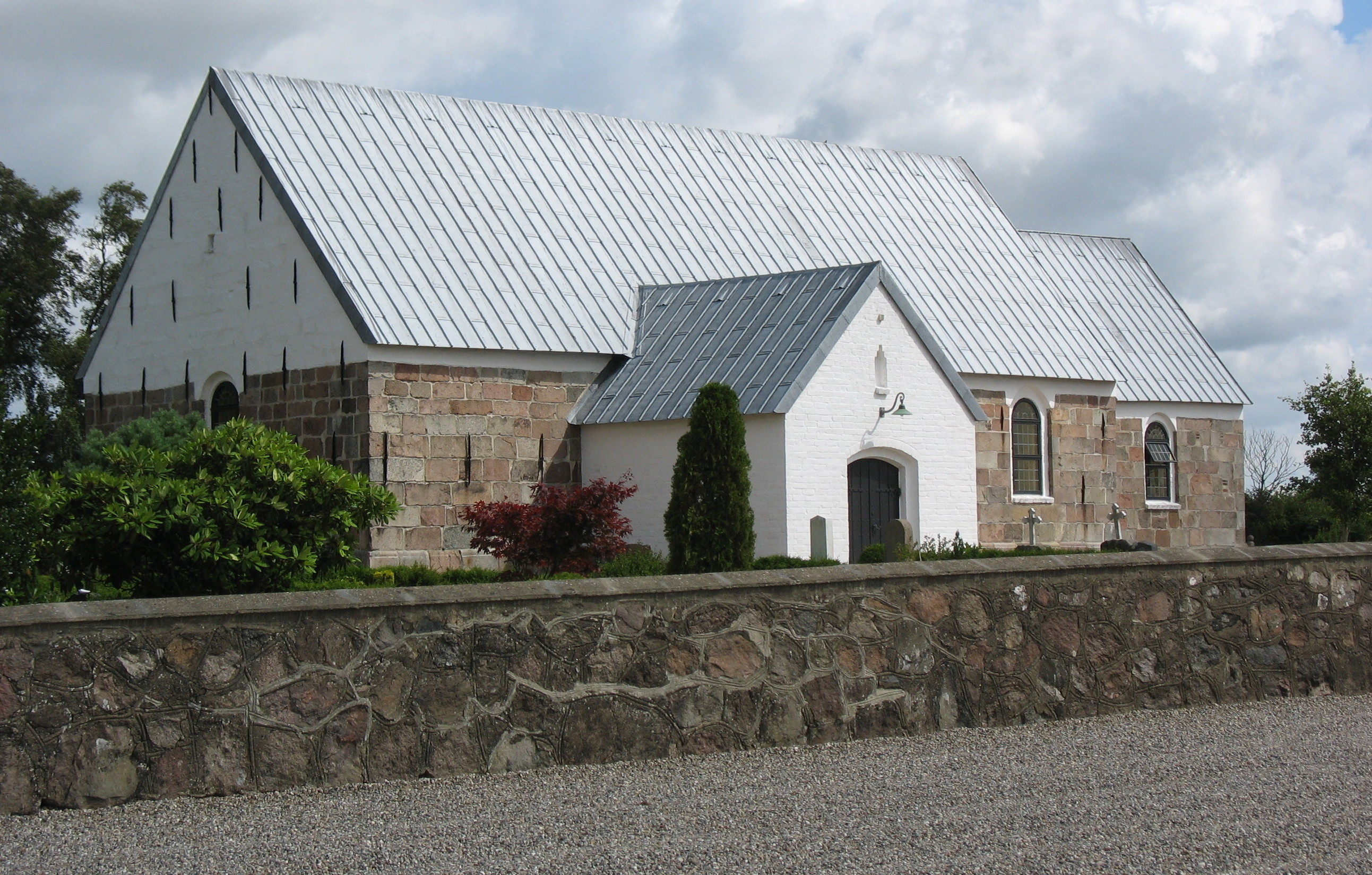
Brørup Kirke
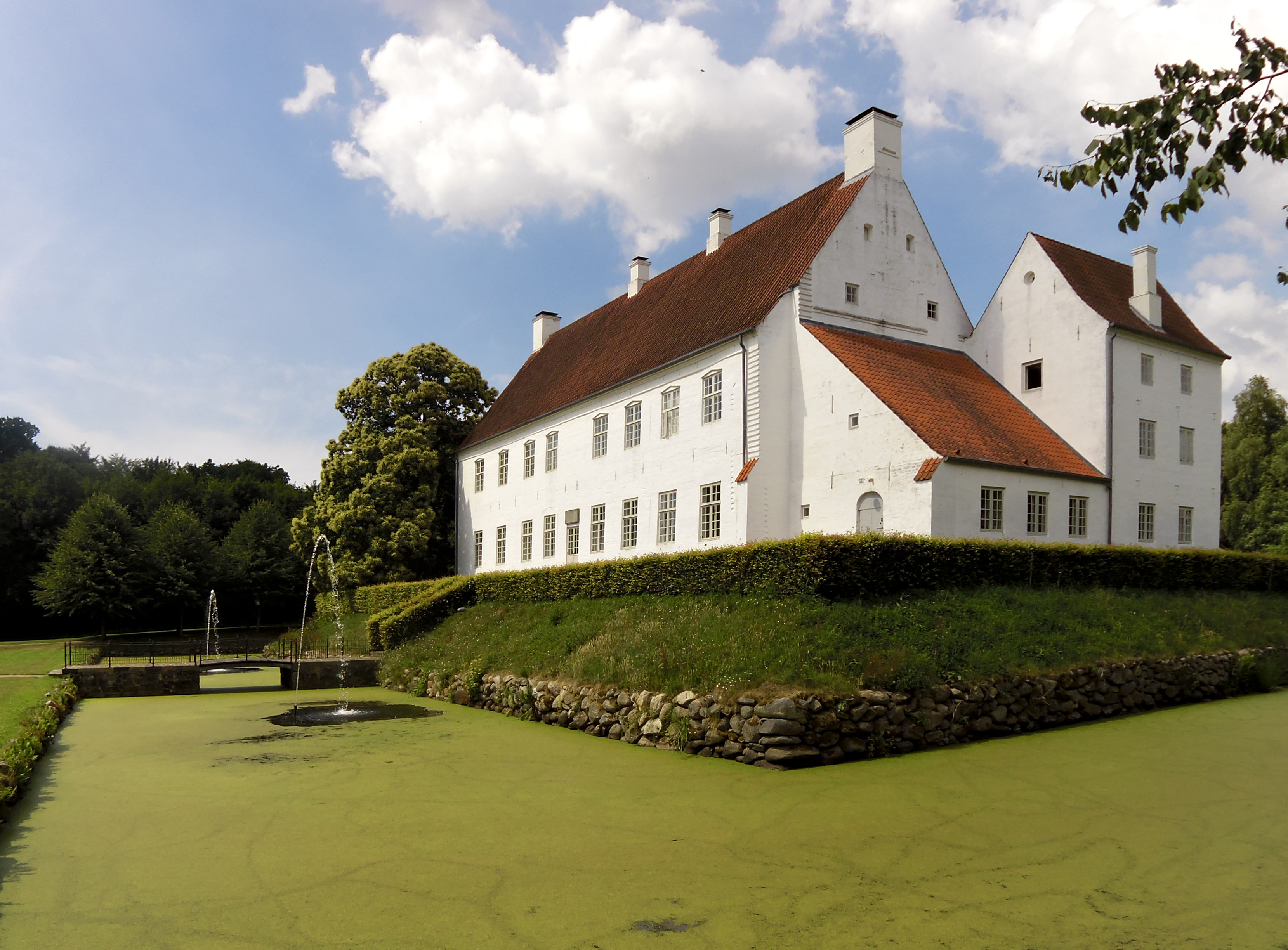
Sønderskov Herredgård

## Partnerstadt
Seit März 1994 pflegt Brørup eine Partnerschaft mit der Stadt Brodnica im Nordosten der Woiwodschaft Kujawien-Pommern in Polen. Die ersten Kontakte zwischen Brodnica und Brørup entstanden 1992 auf Initiative eines Unternehmers aus Brodnica. Der Partnerschaftsvertrag soll zum gegenseitigen Respekt der Gesellschaften Polens und Dänemarks untereinander beitragen. Ein wichtiger Aspekt der Partnerschaft ist auch der Jugendaustausch, an dem schon hunderte Schüler teilgenommen haben.

## Persönlichkeiten
- Peter Graulund (* 1976), ehemaliger dänischer Fußballspieler[11]